# اريك نج
اريك نج (بالإنجليزية: Eric Ng)‏ هو كاتب أغاني سنغافوري، ولد في 27 ديسمبر 1975 في سنغافورة.